# روز دوست‌دختر
روز دوست دختر (انگلیسی: Girlfriend's Day) یک فیلم کمدی-درام آمریکایی به کارگردانی مایکل استیونسن که در ۱۴ فوریه ۲۰۱۷ از طریق نتفلیکس منتشر شد. از بازیگران این فیلم می‌توان به این فیلم باب ادنکیرک و امبر تمبلین اشاره‌کرد.

## بازیگران
- باب ادنکیرک در نقش ری
- امبر تمبلین در نقش جیل
- ریچ سومر در نقش بادی
- توبی هاس در نقش بچر
- دیوید سالیوان در نقش سانیبوی
- هانا نوردبرگ در نقش لیز
- جون دایان رافائل در نقش کارن لامب
- استیسی کیچ در نقش گوندی
- اندی ریکتر در نقش هارولد لامب
- لری فسندن در نقش تافت
- ناتاشا لیون در نقش خانم تافت
- الکس کارپوفسکی در نقش استیوزان
- استفانی کورتنی در نقش کتی گیل
- اکو کلوم در نقش مادسن
- دیوید لینچ در نقش راوی

## تولید
در تاریخ ۴ ژوئن ۲۰۱۳، اعلام شد که باب ادنکیرک به عنوان نویسنده و بازیگر، در فیلم درام کمدی روز دوست دختر ظاهر خواهد شد.
در تاریخ ۱۷ سپتامبر ۲۰۱۳، امبر تامبلین به این فیلم پیوست. در ۲۳ نوامبر ۲۰۱۵، نتفلیکس حق پخش جهانی را برای این فیلم که توسط فیلیپ زلوتورینسکی و اریک هوفمن نیز به نویسندگی و نیز توسط الیزابت هوگز تهیه شده است، به دست آورد.
تصویربرداری اصلی از این فیلم در تاریخ ۳۰ نوامبر ۲۰۱۵ در لس آنجلس آغاز شد.

## بازخوردها
این فیلم از منتقدان نقدهای متفاوتی دریافت کرد.
- در وب سایت تجدیدنظر راتن تومیتوز، دارای رتبه تأیید ۴۳٪ با میانگین ۵٫۵ ز ۱۰ است.[۶]
- در تاریخ ۱۵ فوریه ۲۰۱۷، مجله پیست، امتیاز ۸ از ۱۰ به این فیلم داد.
- در ۸ ژانویه سال ۲۰۱۹ مجله نیویورک این فیلم رتبه # ۵۶ را از ۲۰۱ فیلم اصلی نتفلیکس کسب کرد.